# Lawrenceville (Illinois)
Lawrenceville és una ciutat dels Estats Units a l'estat d'Illinois. Segons el cens del 2000 tenia 4.745 habitants.

## Demografia
Segons el cens del 2000, Lawrenceville tenia 4.745 habitants, 2.024 habitatges, i 1.190 famílies. La densitat de població era de 907 habitants/km².
Dels 2.024 habitatges en un 24,5% hi vivien nens de menys de 18 anys, en un 45,6% hi vivien parelles casades, en un 10,5% dones solteres, i en un 41,2% no eren unitats familiars. En el 37,4% dels habitatges hi vivien persones soles el 20,6% de les quals corresponia a persones de 65 anys o més que vivien soles. El nombre mitjà de persones vivint en cada habitatge era de 2,16 i el nombre mitjà de persones que vivien en cada família era de 2,82.
Per edats la població es repartia de la següent manera: un 20% tenia menys de 18 anys, un 7,4% entre 18 i 24, un 23,7% entre 25 i 44, un 20,7% de 45 a 60 i un 28,2% 65 anys o més.
L'edat mediana era de 44 anys. Per cada 100 dones de 18 o més anys hi havia 74,4 homes.
La renda mediana per habitatge era de 24.951 $ i la renda mediana per família de 32.042 $. Els homes tenien una renda mediana de 27.128 $ mentre que les dones 20.451 $. La renda per capita de la població era de 16.717 $. Aproximadament el 13,9% de les famílies i el 16,9% de la població estaven per davall del llindar de pobresa.

## Poblacions properes
El següent diagrama mostra les poblacions més properes.